# Yūji Senuma
Yūji Senuma (瀬沼 優司 Senuma Yūji?, nacido el 1 de septiembre de 1990 en Sagamihara, Kanagawa) es un futbolista japonés que se desempeña como delantero.

## Trayectoria

### Clubes
| Club              | País  | Año         |
| ----------------- | ----- | ----------- |
| Shimizu S-Pulse   | Japón | 2012 - 2014 |
| Tochigi SC        | Japón | 2014        |
| Ehime FC          | Japón | 2015 - 2016 |
| Montedio Yamagata | Japón | 2017 -      |

## Estadística de carrera

### J. League
| Club              | Año   | J. League | J. League | Copa J. League | Copa J. League | Total | Total |
| Club              | Año   | Part.     | Goles     | Part.          | Goles          | Part. | Goles |
| ----------------- | ----- | --------- | --------- | -------------- | -------------- | ----- | ----- |
| Shimizu S-Pulse   | 2012  | 3         | 1         | 2              | 1              | 5     | 2     |
| Shimizu S-Pulse   | 2013  | 9         | 0         | 6              | 0              | 15    | 0     |
| Tochigi SC        | 2014  | 25        | 7         | -              | -              | 25    | 7     |
| Shimizu S-Pulse   | 2014  | 2         | 0         | 0              | 0              | 2     | 0     |
| Ehime FC          | 2015  | 41        | 6         | -              | -              | 41    | 6     |
| Ehime FC          | 2016  | 40        | 10        | -              | -              | 40    | 10    |
| Montedio Yamagata | 2017  | 38        | 9         | -              | -              | 38    | 9     |
| Total             | Total | 158       | 33        | 8              | 1              | 166   | 34    |